# Церковь Николая Чудотворца (Вышелес)
Церковь Николая Чудотворца — утраченный православный храм в бывшем селе Вышелес (ныне Шатурский район Московской области).

## История
Первые письменные свидетельства о существовании в селе Вышелес церкви Николая Чудотворца относятся к 1755 году, когда сообщается о смерти священнослужителя Артемия Яковлева.
В 1789 году была дана благословенная грамота на построение новой Никольской церкви. Строительство велось на средства крестьян под руководством крестьянина Василия Никифорова. В 1798 году Василий Никифоров доносил епархиальному начальству, что «церковь стенами отстроена, но иконостаса и прочих церковных украшений отстроить, по неимению в зборе денег, не можно», в связи с чем просил о выдаче ему сборной книги, которая была дана ему 11 февраля 1799 года.
В 1804 году была возобновлена служба в прежней ветхой церкви до окончания строительства новой.
В мае 1809 года новая церковь Николая Чудотворца с приделом в честь Успения Божией Матери была освящена.
В 1842 году Никольскую церковь перестроили и устроили колокольню. Одновременно была построена деревянная Успенская церковь.
В 1854 году Никольская церковь сгорела. К 1861 церковь была вновь отстроена.
По данным 1890 года в состав прихода, кроме села, входили деревни: Семёновская, Фединская, Маланьинская, Минино, Кузнецы, Пожога и Сидоровская.
В 1937 году церковь закрыли. В 1940-е годы в этих местах начались торфоразработки. Никольскую церковь заняли под общежитие для торфяниц, а в Успенской устроили столовую и прачечную. Во время войны в 1943-44 годах в церкви поселили военнопленных — бывших власовцев.
В 1945 году Никольская церковь сгорела.

## Священослужители
- Артемий Яковлев (до 1755 года)
- Карл Макариев (1756—1785 гг.)
- Павел Яковлев (1785—1827 гг.)
- Иоанн Козмич Русанов (1827—1860 гг.)
- Ермил Адрианович Губкинский (1860—1886 гг.)
- Василий Иоаннович Добролюбов (с 1886 года)[3]
- протоиерей Иоанн (Виноградов) (1934—1937 гг)[1]